# Calamar (telenovela)
Calamar es una telenovela colombiana realizada por Caracol Televisión en 1989. Fue protagonizada por Carlos Muñoz, quien interpretó un doble papel de protagonista y villano; Armando Gutiérrez y Margarita Rosa de Francisco. Contó con las participaciones antagónicas de Teresa Gutiérrez, Judy Henríquez y Jairo Camargo. Es una historia de aventura y magia escrita por Carlos Gustavo Álvarez y Bernardo Romero Pereiro con la colaboración de José Luis Garcés.

## Sinopsis
Sir Longfellow y Alejandro Fragoso arribaron a Consolación de Chiriguay, un pueblo ubicado en medio del Desierto de la Calavera, en busca de la hermana de Alejandro. El pueblo es un lugar de espejismos, donde las brújulas se descontrolan y los barcos se hunden en sus costas. 
Los dos aventureros son recibidos por el Capitán Olvido una invención de Artemio Leguizamón, el señor de esas tierras y un temible pero extraño hombre; así como el señor Leguizamón, Alejandro posee un alter ego, Generoso el Guajiro.  
Entre Alejandro y el Capitán se planteará una rivalidad por la conquista de Claramanta Suárez de Figueroa Sarmiento, una bella dama y el ser más aburrido y antipático del pueblo. El interés del Capitán por esa mujer es llegar a la fortuna de su padre, mientras que para Alejandro, ella es el amor de su vida.
Además de conquistar el amor de Claramanta, estos rivales deberán encontrar las tres partes de un medallón que los llevará hacia un gran tesoro.

## Elenco
- Carlos Muñoz ... Capitán Olvido / Artemio Leguizamón (protagonista-villano)
- Margarita Rosa de Francisco ... Claramanta Suárez de Figueroa Sarmiento (protagonista)
- Armando Gutiérrez ... Alejandro Fragoso / Generoso el Guajiro (protagonista)
- Judy Henríquez ... Galeana Barrancas (villana)
- Teresa Gutiérrez ... Martina la Peligrosa (villana)
- Humberto Dorado ... Sir Longfellow
- María Teresa García ... Azalea de los Ángeles / Florelia Fragoso
- Salvo Basile ... Salvatore Garibaldi - El Herrero
- César Mora ... Oliverio Cascales - El Chatarrero
- Luis Fernando Ardila ... Serafín Barrancas
- Jairo Camargo... Ramón el Esqueleto (villano)
- Luis Fernando Múnera
- Lucero Galindo
- María Goretti ... Eris
- Claudia Suarez ... Agameda
- Maria Claudia Gomez ... Penélope
- Lilian de Asti ... Médane
- Nancy Ridao ... Aelo
- Jorge Reyes ... Voluntad Niño
- Victor Mallarino
- Gustavo Álvarez Gardeazabal
- María Eugenia Penagos ... Josefina
- Marcela Gallego ... Luisa
- Rosa Virginia Bonilla ... Hermana Marina
- Erika Krum ... Madre Superiora
- Juan Esteban Constaín ... Cortico
- Diego Camacho ... Vicente el Notario
- Guillermo Piedrahita ... Martín el Pescador
- Lucy Colombia ... La carcelera
- Fabiola Posada ... Novia de Ramón
- Gerardo Roa ... El intendente
- Álvaro Uribe ... Voz del narrador
- Oscar de Moya ... Voz Kronos
- Guri Guri, voz de Moisés Angulo.[3]

## Datos extras
- Guri Guri, el aliado de Generoso el Guajiro, era un muñeco mecánico, es la primera telenovela colombiana en donde un muñeco hace parte del elenco.[4]

- Tras perderse en el valle de los recuerdos, El Capitán Olvido (Carlos Muñoz) se encuentra con el Padre Pio Quinto Quintero. Carlos Muñoz revivió en una escena al personaje principal de la telenovela "San Tropel" (1987, escrita por Ketty Cuello de Lizarazo y Martha Bossio), un sacerdote de un pueblito colombiano, famoso por montar bicicleta con una mano, mientras sostenía una sombrilla abierta con la otra ( Capítulos 97 y 98 ).
- También estando en el desierto Galeana Barrancas ( Judy Henriquez ) se encuentra con Lola Ortiz, un personaje ya interpretado por ella en “San Tropel”, la cual estaba vendiendo carimañolas.

- La actriz Lucero Galindo interpretaba a Fidela, ama de llaves en la serie Los cuervos y después a Odalisca, mamá de Nerón Navarrete y hermana de Júpiter Castillo en N.N..

- Juan Esteban Constaín antes de ser Escritor y columnista, tuvo su primer y única aparición en la televisión siendo en esta telenovela a los 10 años de edad interpretando a Cortico quien sería el mejor amigo de Guri Guri.